# María Begueristain
María Begueristain (Salto, Uruguay) fue una escritora uruguaya.

## Biografía
Nació y vivió en el departamento de Salto, Uruguay. Escribió diversos trabajos, muchos de ellos bajo el seudónimo "Natura". El 1° de marzo de 1929 fundó y dirigió junto a Juanita Begueristain la revista Centenario Uruguayo: revista mensual, cultural, literaria y social, que logra publicar hasta noviembre de 1930. En esta publicación participaron relevantes escritores uruguayos y argentinos, entre quienes se encontraron Enrique Amorim, Manuel Benavente, Violeta Blanca Cerfoglio Boero y Felisa Lisasola.
Se propuso un programa de intercambio internacional con diversos escritores, sobre todo fomentando el intercambio uruguayo-brasileño, realizando múltiples traducciones del portugués al español. Un claro ejemplo de este programa es la aparición en 1924 de su poema "Puesta de sol" en el primer número de Nativa: revista mensual ilustrada, publicada en Buenos Aires.
En 1940 publica y dirige, también con la ayuda de Juanita Begueristain, Patria Uruguaya: revista quincenal, informativa, literaria, social, en donde colaboraron escritoras y escritores como Sarah Bollo, Gastón Figueira, Estrella Genta, Luisa Luisi y la argentina Alfonsina Storni.

## Obras destacadas
- Vegetación selvática (1927)
- Horizonte uruguayo (1928)